# Generałówka
Generałówka – barokowy dworek przy ul. Przedzamcze 3 w Toruniu, siedziba Centrum Kultury Zamek Krzyżacki, zarządzanego przez Toruńską Agendę Kulturalną. Został on zbudowany w XVIII wieku na przedzamczu dawnego zamku krzyżackiego. W latach 1934–1938 mieszkał w nim generał Wiktor Thommée, stąd nazwa budynku. 27 sierpnia 1929 roku budynek wpisano do rejestru zabytków (A/1555 (A/95/228)).